# Что-то положительное
«Что-то положи́тельное» — российский молодёжный комедийно-драматический сериал о проблемах подростков и той роли, которую играют семейные ценности в жизни представителей разных поколений. В главных ролях: Таисья Калинина, Кирилл Кяро, Любовь Толкалина, Анастасия Красовская, Денис Косиков, Тимофей Кочнев.
Слоган: «Уже не детский сериал».
Премьера состоялась 16 июня 2025 года в онлайн-кинотеатре Okko.

## Сюжет
Старшеклассница Настя (Таисья Калинина) постоянно конфликтует с родителями. Она считает, что мама Ира (Любовь Толкалина) и папа Андрей (Кирилл Кяро) обделяют её вниманием, равнодушны к её проблемам и полностью поглощены заботой о младшем сыне Артуре. К тому же ей постоянно ставят в пример успешную старшую сестру Ангелину (Анастасия Красовская), хотя Настя знает, что у неё нет хорошей и денежной работы, как думают родители, а зарабатывает на жизнь она эскортом.
Настя влюблена в парня Марка (Денис Косиков) из своей школы, но он не воспринимает её всерьёз, а случившуюся интимную связь с ней считает «обычной случайностью». Чтобы не впасть в депрессию, Настя ищет утешения в своих фантазиях и рисунках — в созданном ею нарисованном мире она прячется от реальности.
Однажды школьница Настя начинает подозревать, что беременна, покупает тест в аптеке, и он подтверждает самые страшные догадки. Она сообщает новость Марку и родителям, но, вопреки скандалам, которых она ожидает, её жизнь начинает меняться. Ира и Андрей окружают дочь заботой, которой она никогда ранее не чувствовала, Марк начинает за ней ухаживать и заявляет о готовности стать отцом. Настя ощущает себя полностью счастливой, но неожиданно выясняется, что результат теста на беременность оказался ложным. Настя решает скрыть это ото всех и наслаждаться моментом. При этом с каждым днём она всё больше утопает в собственном вранье…

## Производство
Сериал снят продюсерским центром Originals Production при участии кинокомпании Norm Producrion по заказу онлайн-кинотеатра Okko.
Съёмки сериала стартовали в Москве в середине марта 2024 года и продолжались до конца весны.
Трейлер сериала вышел 5 июня 2025 года.
Премьера состоялась 16 июня 2025 года на платформе онлайн-кинотеатра Okko. В день премьеры сериала прошла презентация проекта в летнем кинотеатре на ВДНХ. Среди гостей мероприятия были Юлия Волкова, Влада Лукина, Мария Кошина, Павел Комаров, Карина Каграманян, Валентин Анциферов, Валерия Шкирандо и многие др.
Премьера состоялась 16 июня 2025 года в онлайн-кинотеатре Okko.

## Актёры и персонажи

### Главные роли
| Актёр                | Роль       |
| -------------------- | ---------- |
| Таисья Калинина      | Настя      |
| Анастасия Красовская | Ангелина   |
| Денис Косиков        | Марк       |
| Кирилл Кяро          | папа Насти |
| Любовь Толкалина     | мама Насти |
| Тимофей Кочнев       | Даня       |

### Роли второго плана / эпизоды
| Актёр                  | Роль                      |
| ---------------------- | ------------------------- |
| Александр Пинаев       | Дима                      |
| Александр Пионтковский | Артурчик                  |
| Анастасия Имамова      | мама Юли                  |
| Антон Соломатин        | Дима                      |
| Давид Аветисов         | мальчик                   |
| Дина Губайдуллина      | Юля                       |
| Евгения Гирзекорн      | химичка                   |
| Инга Лепс              | эпизод                    |
| Ирина Бодянская        | бабушка Дани              |
| Ксения Мери            | секретарь                 |
| Оксана Стрельцова      | эскортница                |
| Юлия Бедарева          | Екатерина Андреевна, врач |
| Юлия Стрижкова         | врач скорой помощи        |

## Сезоны и серии
| Серия | Дата выхода  |
| ----- | ------------ |
| 1     | 16 июня 2025 |
| 2     | 17 июня 2025 |
| 3     | 18 июня 2025 |
| 4     | 23 июня 2025 |
| 5     | 24 июня 2025 |
| 6     | 25 июня 2025 |
| 7     | 30 июня 2025 |
| 8     | 1 июля 2025  |

## О сериале
Ника Яковлева, режиссёр:
Проект привлек меня тремя аспектами: первое — это то, что проблемы, которые затрагиваются в сериале, знакомы каждой девчонке — привлекать к себе внимание и чувствовать, что никому до тебя нет дела. Второе — это фантазийный жанр: мы попадаем во внутренний мир героини и её фантазий. И третье — возможность поработать с интересными исполнителями, подобрать оригинальные музыкальные треки, поскольку для погружения в мир девочки-подростка это невероятно важно.
Таисья Калинина, актриса:
Мне близка моя героиня Настя, я совсем недавно была в этом возрасте, и у меня тоже были такие защитные реакции. В какой-то степени я могу оправдать её поступки. Насте проще соврать, чем сказать правду, она пофигистична, и эта её черта мне тяжело даётся, её взгляд на жизнь через пофигизм мне не близок.
Любовь Толкалина, актриса:
Мне кажется, что это очень искренний сериал для подростков и взрослых, в котором продвигаются ценные морально-этические нормы. В этой истории раскрывается проблема детей, которым невероятно не хватает внимания, а его ничем не заменишь.
Кирилл Кяро, актёр:
Этот проект меня привлёк своим названием, молодой творческой командой, талантливыми партнерами и интересным, позитивным сценарием. Ожидания у меня грандиозные, сценарий очень «вкусный» и при всей своей легкости очень тонкий.
Анастасия Красовская, актриса:
Для меня участие в проекте — это ещё и увлекательный эксперимент, поскольку в сценарии предусмотрено много компьютерной графики и мультипликационных вставок, а для этого требуется специфическая актёрская игра. Зрителей Okko ждёт визуально эстетичный и красивый сериал со своей «фишкой» в виде графики.

## Критика
Сергей Ефимов («Комсомольская правда») пишет: «Авторы сериала нашли классный приём, чтобы показать двойственность подростковой натуры — с одной стороны, героиня по-взрослому цинична, а с другой — просто недообнятый ребёнок. Когда она остаётся одна, то разговаривает с воображаемым котёнком — для зрителя он нарисованный. Это своего рода альтер эго, звенящая совесть девочки, взывающая к адекватному поведению».
Карина Назарова (Film.ru): «При всех неровностях создательницы [сериала] выдерживают заданный ритм, точно попадают в нервы тинейджерского опыта и не тянут время: эпизоды по 20 минут пролетают стремительно в вихре знаменательных событий, неприятных и забавных нюансов повседневности. Яковлева и Бебех не пропагандируют подростковую беременность, а используют её как сценарный приём, чтобы поговорить о безответственных детях и родителях, детском одиночестве и ухабистом взрослении. Пока не ясно, как много в запасе сериала терпения на взбивание одной невинной лжи до необратимых пиков, но ему точно хватит ласки для спасения большой семьи и перевоспитания тинейджерки».
Оксана Чертова (Метро): «Ни за что не поверю, что новость о залёте подруги, с которой парень и встречаться-то не собирался, так его вдохновила, что он резко воспылал к ней чувствами, причём вовсе не под дулом пистолета. Кстати, об уголовке тут почему-то никому даже мысль в голову не приходит. Хотя тогда, наверное, это было бы совсем другое кино. Здесь же очевиден хеппи-энд, когда, как и положено, всё тайное станет явным».
Валерия Куприна (Okko): «„Что-то положительное“ отлично чувствует время, но главная удача заключается, пожалуй, в выстраивании баланса между бытовым реализмом и мечтательной подростковой действительностью. В своих фантазиях Настя погружается в выкрашенное пастельно-розовыми тонами пространство — точно так же в мир иллюзий будет окунаться, например, Эльвира из недавней „Гадкой сестры“. Ощущение фантазма подчёркивается операторской работой: камера парит, маневрирует, теряет равновесие и стабилизируется, только чтобы снова начать выписывать головокружительные пируэты. В этой другой реальности звучат треки Алёны Швец, PALC и „Тима ищет свет“, а ещё по всем законам главных подростковых драмеди нулевых скетчи из блокнота оживают и сходят со страниц прямиком в жизнь».
Анастасия Цой (Sport24): «Всё выглядит довольно достоверно. Никакого испанского стыда, какой бывает, когда взрослые пытаются сойти за своих… Сериал кажется не выдающимся, но неплохим драмеди для подростков, которые часто живут в состоянии турбулентности, о подростковых проблемах. Поэтому странно, что возрастной рейтинг сериала — 18+».